# 拉古什海戰 (1693年)
拉古什海戰（法語：Bataille de Lagos）發生於1693年6月27日，是大同盟戰爭期間的一場海戰。安內·德·圖爾維爾指揮的法國海軍艦隊擊敗了英荷聯合護衛船隊，並俘虜了大批商船。這場失敗被倫敦當局認為是繼1666年的倫敦大火後，英國最慘痛的金融災難。

## 註腳
1. 1 2 3  Bodart 1908，第117頁.
2. ↑    - Aubrey P: The Defeat of James Stuart's Armada 1692(1979). ISBN 0-7185-1168-9 .